# André Van Lysebeth
André Van Lysebeth (n. 10 octombrie 1919 – d. 28 ianuarie 2004) a fost un profesor de yoga belgian, cunoscut în Occident datorită lucrărilor sale de hatha-yoga și tantra.

## Viața și activitatea
André Van Lysebeth descoperă yoga în anii '30. În anii '50 are șansa să cunoască la Bruxelles un fakir-yogin. În   anul 1963, îl întâlnește pe  Swami Shivanada, care îl determină să editeze revista Yoga.  În anul 1964 inființeaza împreună cu Pierre Brel Federția belgiană de Yoga.